# Microstylum dimorphum
Microstylum dimorphum is een vliegensoort uit de familie van de roofvliegen (Asilidae). De wetenschappelijke naam van de soort is voor het eerst geldig gepubliceerd in 1916 door Matsumura.